# 利民泡
利民泡是一个位于中国吉林省大安县的湖泊，面积约为10.6平方千米，平均水深约为1米。